# Wolxheim
Wolxheim (elsässisch: Wolixe) ist eine französische Gemeinde mit 965 Einwohnern (Stand 1. Januar 2021) im Département Bas-Rhin in der Region Grand Est (bis 2015 Elsass). Sie ist Mitglied der Communauté de communes de la Région de Molsheim-Mutzig.

## Wappen
Blasonierung: Eine goldene Wolfsangel auf blauem Grund.

## Geografie
Wolxheim liegt an der Departementsstraße D45 zwischen Ergersheim und Soultz-les-Bains. Außerorts ist die Landwirtschaft mit dem Acker- und dem Weinbau ansässig. Durch das Dorf fließt der Fluss Bruche.

## Geschichte
Erstmals urkundlich erwähnt wird Wolxheim als „Olcishaim“ im Besitz des Klosters Murbach (Als.Dipl., Nr. 14). Als „Folcoladesheim“ erscheint es 739 und 742 auch in den Aufzeichnungen des Klosters Weißenburg (Trad.Wiz. 017 + 052). Für die karolingischen Herrscher scheint es im Gegensatz zu vielen Nachbarorten keine Bedeutung gehabt zu haben. 1003 soll es im Besitz der Straßburger Bischöfe und 1183 im Besitz des Klosters Odilienberg gewesen sein. Sicher nachweisbar ist es als „Wolganseheim“ im Besitz des Klosters Etival durch die Bestätigungsbulle Papst Lucius III. von 1182 (Regesta Imperii IV, 112). König Sigmund erwähnt in einer Urkunde von 1418 einen Ortsadligen, nämlich Helte de Wolfgangesheim (Regesta Imperii XI, 3339). Alle Heimatforscher meinen, dass der heutige Name Wolxheim erst ab 1453 verwendet wird, ohne einen Beleg dafür anzuführen. Von 1871 bis 1918 und dann noch einmal von 1940 bis 1944 gehörte Wolxheim zum Deutschen Reich.

## Weinbau
Der Riesling von Wolxheim war der Lieblingswein Napoleons. Der Altenberg de Wolxheim ist eine Weinlage im Elsass. Seit dem 17. Dezember 1992 ist der Altenberg de Wolxheim Teil der Alsace Grand Cru Appellation und gehört damit zu den 51 potentiell besten Lagen des Elsass. Insgesamt wurden 31,20 Hektar Rebfläche zugelassen.

## Sehenswürdigkeiten
- Kirche St. Etienne (18. Jahrhundert) besteht aus einem einzigen Schiff mit Front- und Giebel-Portal. Sie hat einen polygonalen mit vertieften axialen gebauten Chor und einen Glockenturm. Der Chor wird mit vier großen Bildern geschmückt. Die Kanzel und das gesamte Mobiliar des Kirchenschiffs sind aus der Bauzeit. Auf dem Altar steht eine Statue von St. Urbain, dem Patron der Winzer. St. Etienne hat ein silbernes Prozessionskreuz, das mit Symbolen der Evangelisten verziert ist. Auch besitzt sie eine bemerkenswerte Orgel. Sie wurde um 1847 von Claude-Ignace Callinet (1803–1874), einem Mitglied der berühmten Orgelbauerfamilie Callinet gebaut. Diese Familie hat viele Orgelbauten in dieser Region errichtet.
- Chapelle St-Armuth / Sankt-Armuthskapelle von 1738. Hervorzuheben ist hier die Figurengruppe gegenüber der Lourdes-Grotte neben der Kapelle. Christus ist nicht mehr am Kreuz. Er liegt auf dem Schoß der Maria liegt in einer Pieta Pose. Maria Magdalena weint an ihrer Seite.
- Chapelle St-Denis, 17. Jahrhundert. Liegt seit 1342 mitten in einem Friedhof. Es beherbergt Gemälde von Carola Sorg und einen historischen Grabstein von 1703 der Müllerin Audran aus Wolxheim.
- Maison St-Leon, 19. Jahrhundert. Haus des Architekten des Bruche Kanals. Es wurde 1949 von den Vätern der Kongregation des Heiligen Geistes gekauft.
- Der Bruche (Fluss)-Kanal. Gebaut unter Vauban zur Materialversorgung des Festungsneubaus von Strasbourg in nur einem Jahr, einschließlich notwendiger Schleusen.
- Ste. Marie Auxilatrice, die kleine Kanal-Kapelle. Sie wurde mit Spenden von Mr. und Mrs. Charles Prost im 19. Jahrhundert errichtet. Am bemerkenswertesten ist der glockenförmigen Pilz ihres Daches. Sie befindet sich in Wolxheim am Kanal in der Hauptstraße. Die Kapelle ist in der Regel geschlossen. Den Schlüssel gibt es beim Nachbarn.
- Sacré-Cœur Statue auf dem Horn (Weinbergrücken), 3,50 Meter hoch, 1,5 Tonnen schwer und bedeckt mit ca. 5.000 Blatt 24 Karat Blattgold in den Weinbergen von Wolxheim. Der Restaurator der Straßburger Münsters Gustave Klotz errichtete hier 1912 auf einem Grundstück der Familie Müller-Simonis ein Friedensdenkmal, auf dessen Basis Worte des Friedens Christi eingraviert waren. Die Vorgabe war damals die Kirche Sacré-Cœur de Montmartre in Paris. Die offenen Armen dieser Statue zeigte aber auch auf die Feste Kaiser Wilhelm II. von Mutzig von Kaiser Wilhelm II. Im Jahre 2012 gibt es hier ein Fest, bzw. eine Wallfahrt zwischen den Weinbergen von Altenberg.
- La maison rose, Am Bruche-Kanal in Wolxheim, Geburtshaus des Bildhauers Philipp Graß (1801–1876)

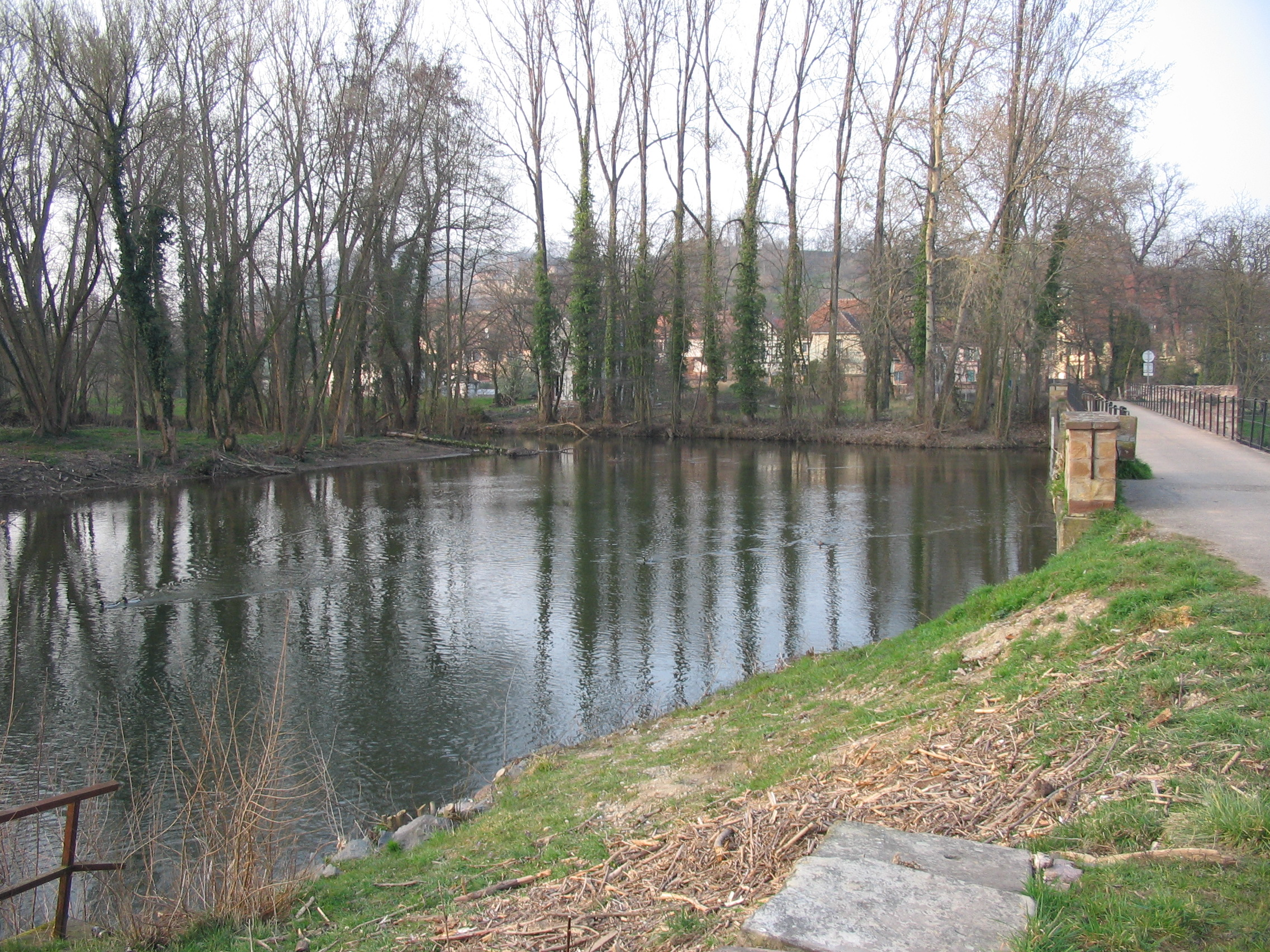
Zusammenfluss von Mossig und Bruche
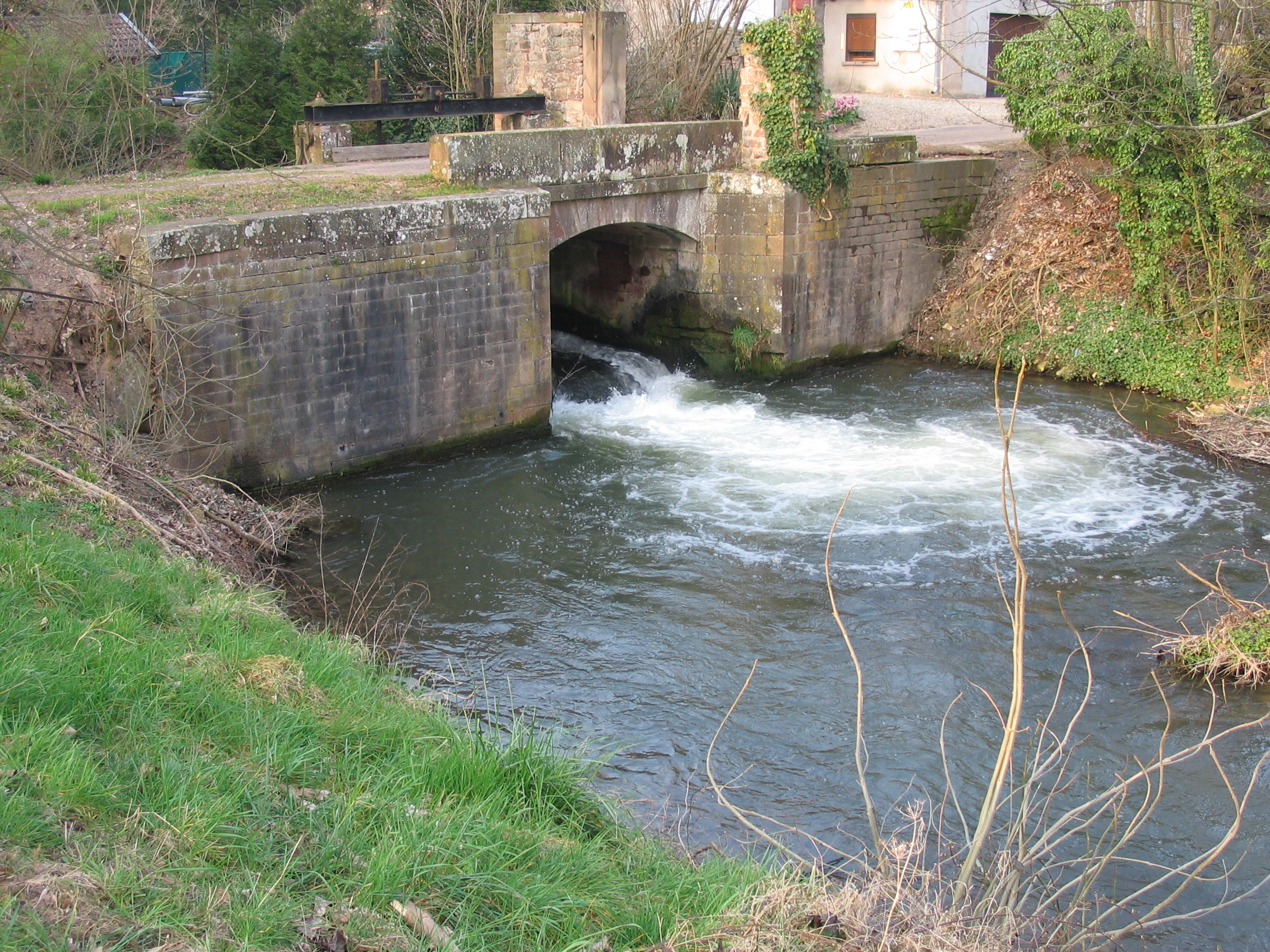
Canal de la Bruche bei Wolxheim
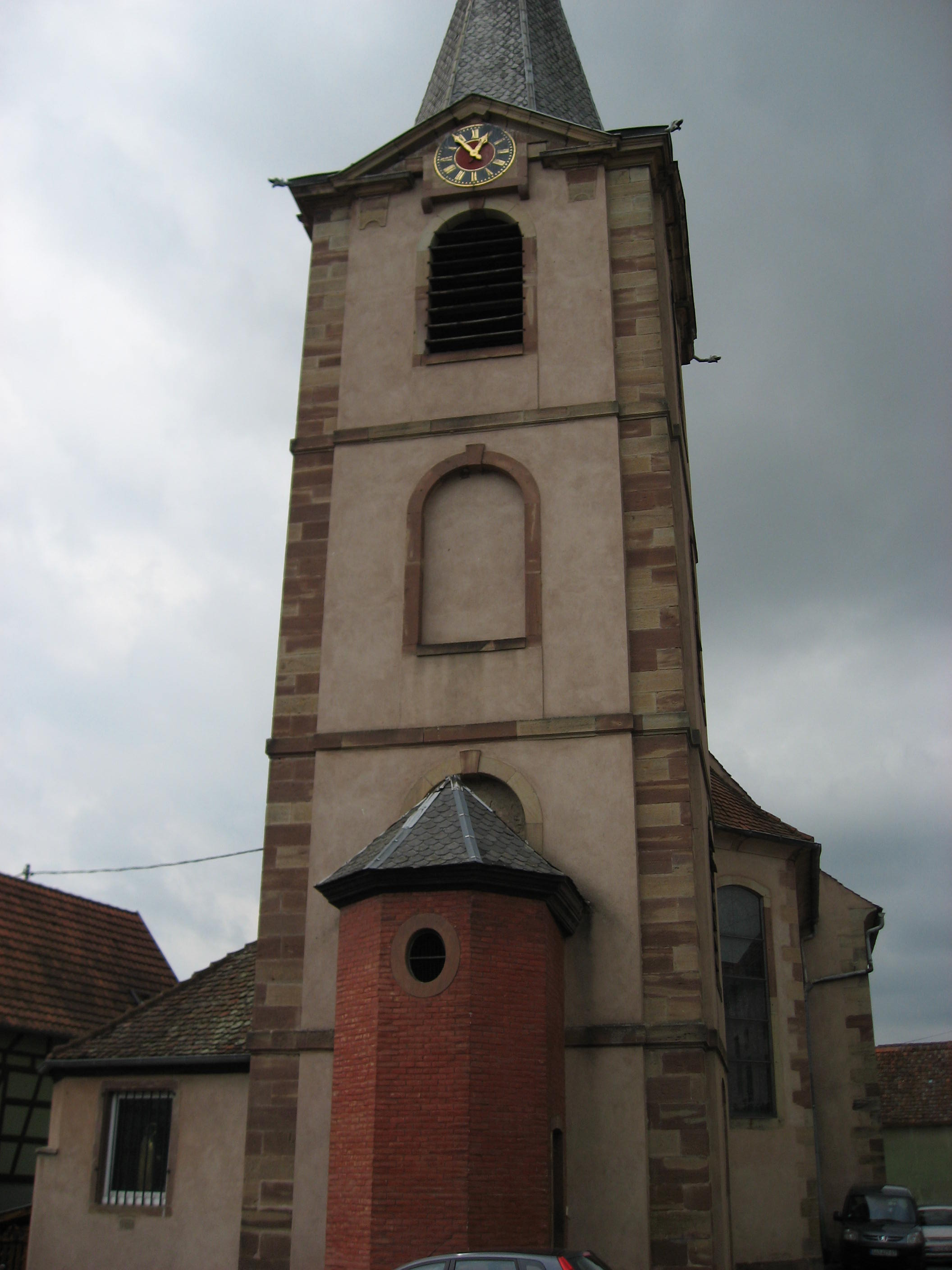
Wolxheimer Kirche St.Etienne mit Callinet-Orgel
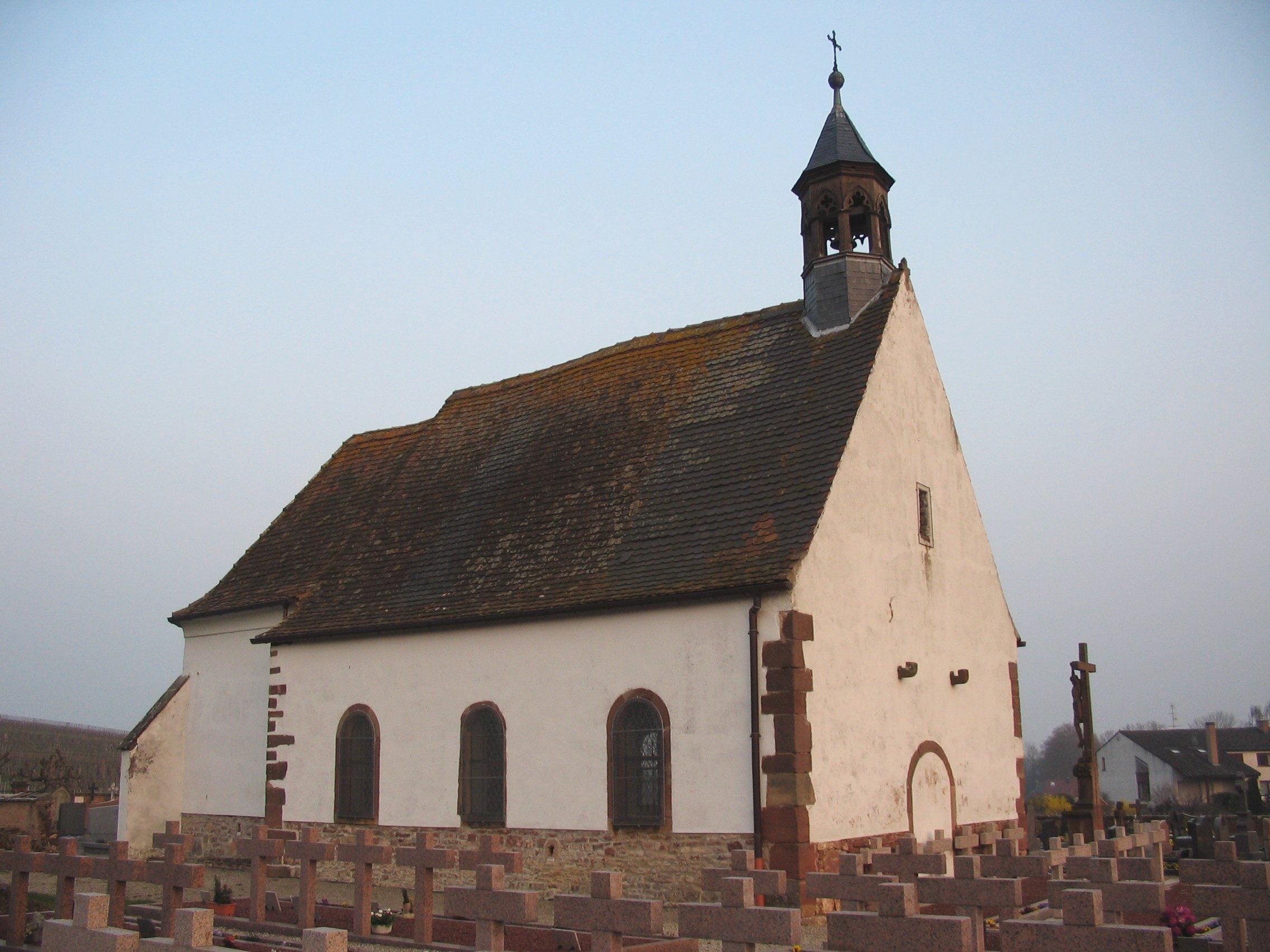
Kapelle Saint-Denis in den Weinbergen
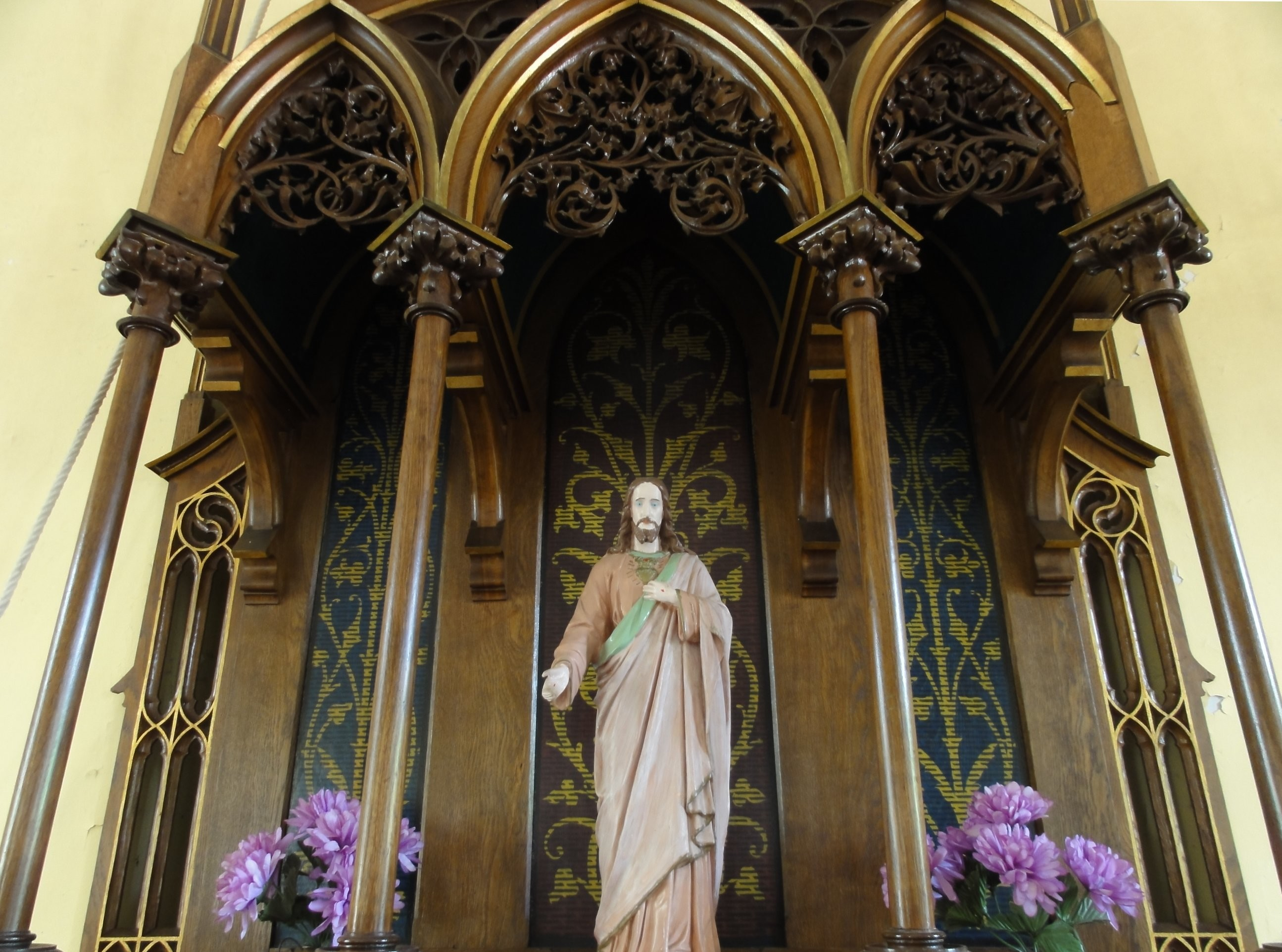
Kapelle Saint-Denis Innen
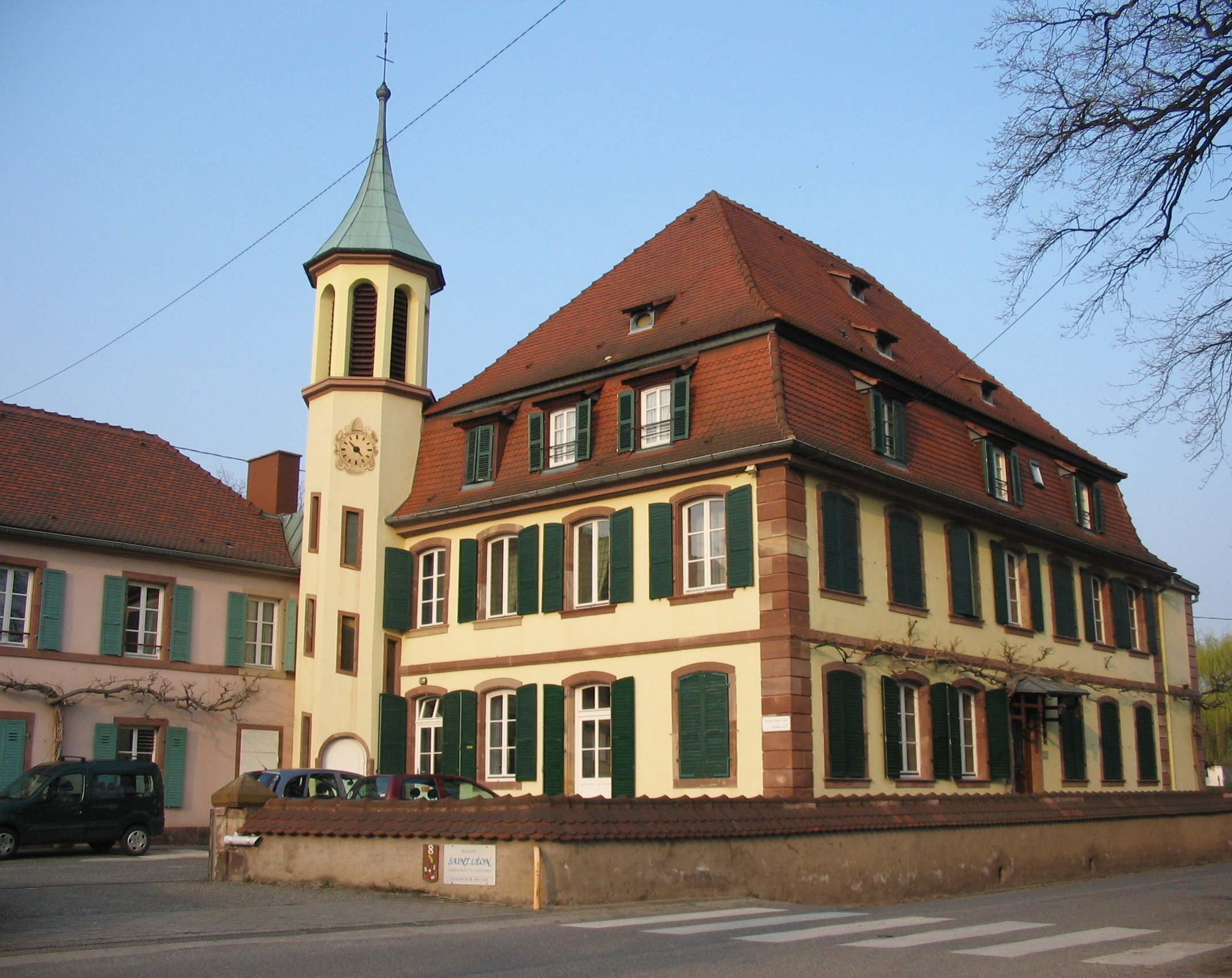
Maison Saint-Léon, heute Altenheim
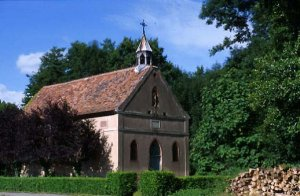
Kapelle Saint-Armuth, angeblich früher Platz des Galgens
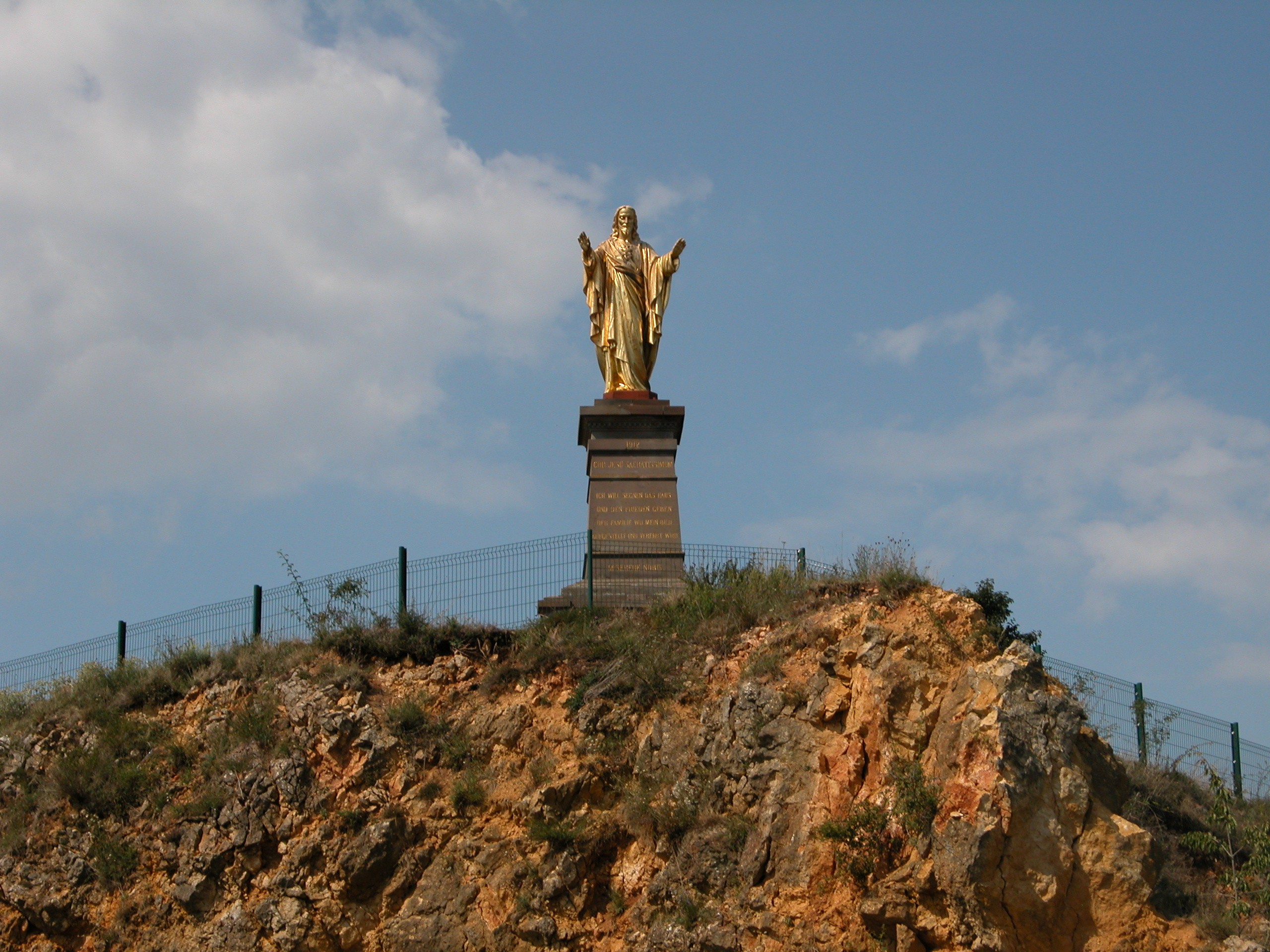
Statue Sacré-Cœur auf dem Horn

### Bevölkerungsentwicklung
| 1962 | 1968 | 1975 | 1982 | 1990 | 1999 | 2007 | 2017 |
| ---- | ---- | ---- | ---- | ---- | ---- | ---- | ---- |
| 639  | 670  | 793  | 775  | 795  | 774  | 865  | 963  |

## Persönlichkeiten
- Philipp Graß (1801–1876), Bildhauer des Klassizismus